# PGC 42229
LEDA/PGC 42229 ist eine Balken-Spiralgalaxie vom Hubble-Typ SBab im Sternbild Zentaur am Südsternhimmel, die schätzungsweise 124 Millionen Lichtjahre von der Milchstraße entfernt ist. Vermutlich bildet sie gemeinsam mit NGC 4574 ein gravitativ gebundenes Galaxienpaar. Sie ist Mitglied der vier Galaxien zählenden IC 3639-Gruppe (LGG 297). 